# Gustaf Årvik
Gustaf Håkan Årvik, född den 1 april 1907 i Torp Dalsland, död 31 mars 1966 Bitterna, Västra Götaland, var en svensk präst. Han var son till Hemmansägare Anders Petter Hansson och Vilhelmina Andersdotter. Hemmet präglades av sträng schartauansk anda.
Efter studentexamen i Vänersborg tog Årvik teologisk-filosofisk examen i Göteborg. Teol. kand. avlades i Lund 1938 och prästvigning skedde samma år. Efter prästvigning tjänstgjorde han som vice komminister i Ödenäs, garnisonspastor i Karlsborg, kyrkoadjunkt i Tidaholm 1942-1945, komminister i Hassle 1945-1947, komminister i Åsaka 1947-1957 och kyrkoherde i Bitterna församling 1957 fram till sin död 1966.
Gustaf Årvik var aktiv i Lutherska världsförbundet (The Lutheran World Federation) och deltog i världsförbundets konferens i Hannover 1952. Under 1950-talet organiserade han och deltog själv som kaplan på pilgrimsresor till Palestina och Rom.
Nära vännen Biskop Sven Danell förrättade jordfästningen 15 april 1966 i Bitterna Kyrka.
Gustaf Årvik gift 17 jan 1940 med Elsa Bengtsson (släkten Bååth) (1912-1995). Barn: Gunnar Håkan Årvik, Margareta Cecilia Årvik, Bengt Gustaf Kristofer Årvik.